# Municipio de Mason (condado de Cerro Gordo)
El municipio de Mason (en inglés: Mason Township) es un municipio ubicado en el condado de Cerro Gordo en el estado estadounidense de Iowa. En el año 2010 tenía una población de 342 habitantes y una densidad poblacional de 8,17 personas por km².

## Geografía
El municipio de Mason se encuentra ubicado en las coordenadas 43°6′4″N 93°11′41″O / 43.10111, -93.19472. Según la Oficina del Censo de los Estados Unidos, el municipio tiene una superficie total de 41.88 km², de la cual 41,75 km² corresponden a tierra firme y (0,31 %) 0,13 km² es agua.

## Demografía
Según el censo de 2010, había 342 personas residiendo en el municipio de Mason. La densidad de población era de 8,17 hab./km². De los 342 habitantes, el municipio de Mason estaba compuesto por el 98,83 % blancos, el 0,29 % eran afroamericanos, el 0,58 % eran de otras razas y el 0,29 % eran de una mezcla de razas. Del total de la población el 0,88 % eran hispanos o latinos de cualquier raza.